# Spikpistol

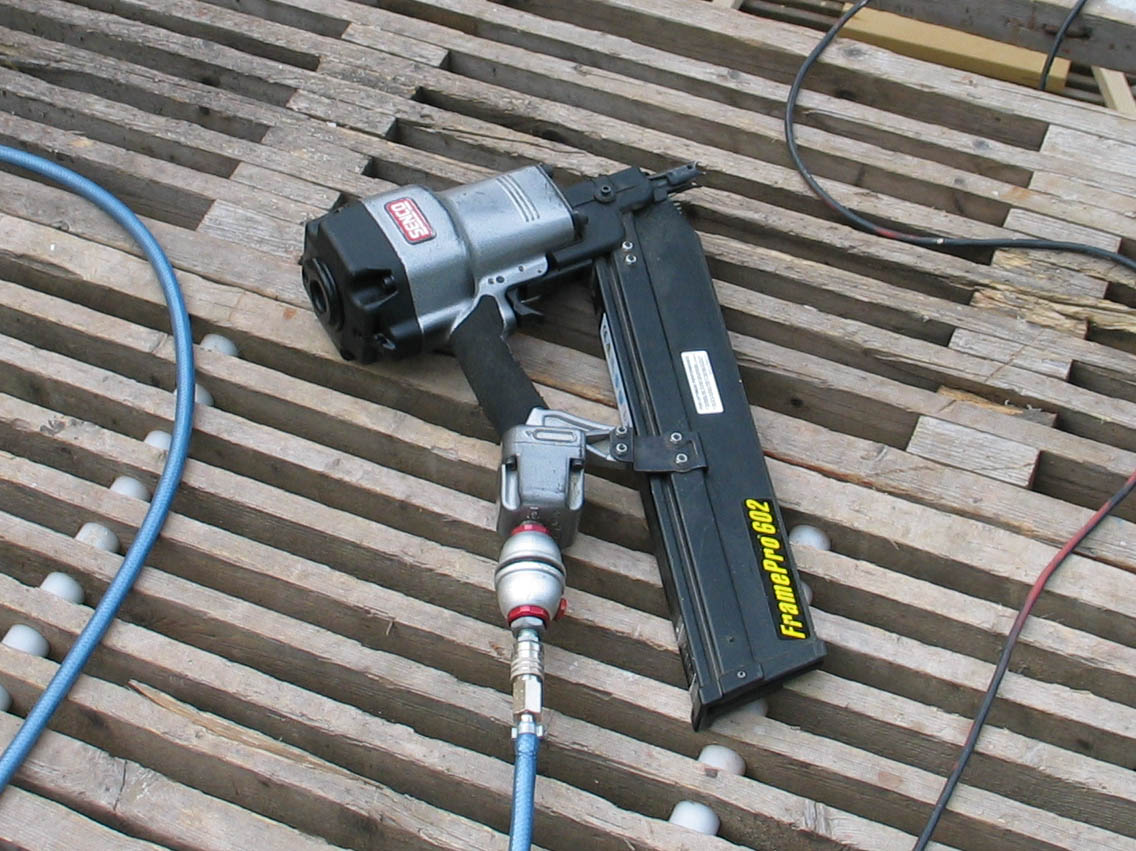
spikpistol (tryckluftsdriven)

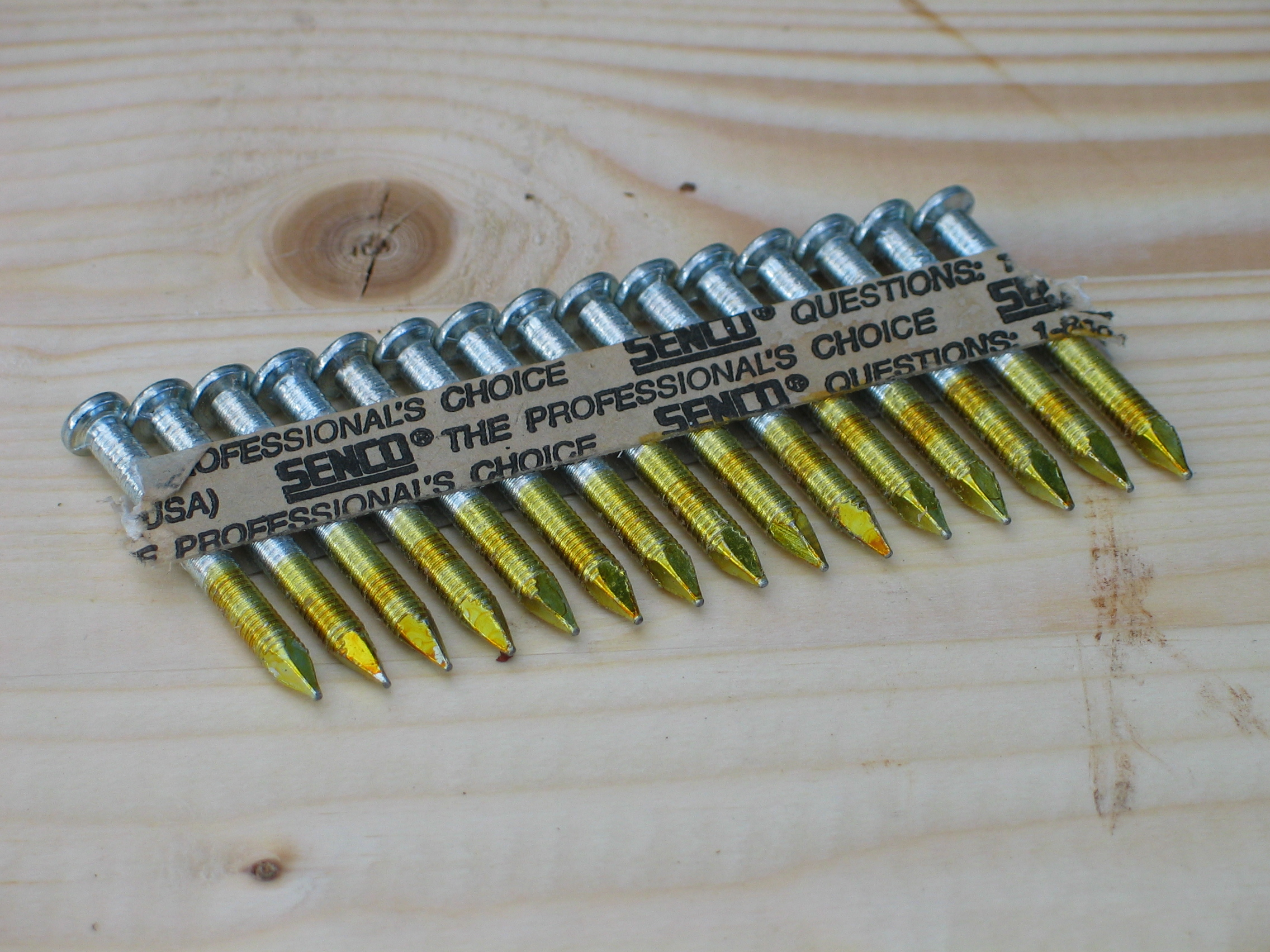
Ankarspik till en spikpistol

En spikpistol är ett verktyg som används för att skjuta in bandad spik i trä eller andra material. Spikpistoler drivs med tryckluft, krut eller batteri, tidigare även med gas.
Det finns tryckluftsdrivna pistoler för klammer eller dyckertspik, mindre maskiner kan även drivas med elektromagnetism.
Till grövre bult eller fästdon drivs maskinen med drivpatroner.
Spik till spikpistoler kan vara bandade på en rad med cirka 40st trådspik, (rakbandad spik). För andra maskiner som har trummagasin är spiken bandad på rullar med upp till 350 spik per rulle.
Med dagens tillgänglighet på spikpistoler och bultpistoler har arbetsplatsolyckorna ökat med dessa maskiner. Handhavaren har ibland inte förstått riskerna med att maskinen gör moment snabbare i jämförelse med manuell indrivning av spik och bult.
Ordet "spikpistol" finns belagt i svenska språket sedan 1955.

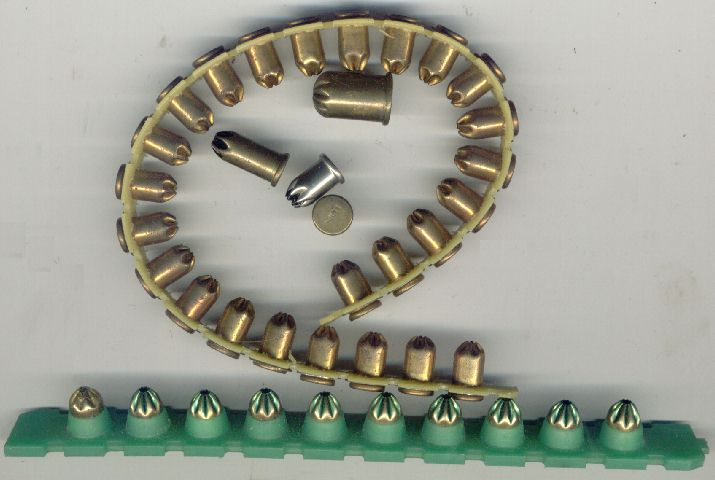
Patroner till en bultpistol